# Irineu Esteve Altimiras
Irineu Esteve Altimiras (* 21. června 1996) je andorrský běžec na lyžích, účastník Zimních olympijských her 2018.

## Kariéra

### 2016/17
Esteve Altimiras si připsal první start na Mistrovství světa v klasickém lyžování 2017. Ve skiatlonu na 15 km klasicky/15 km volným způsobem obsadil 32. místo. Na MS odjel i závod na 15 km klasicky, kde skončil na 28. místě.
| Datum       | Závod | Místo konání  | Disciplína                           | Místo | Body |
| ----------- | ----- | ------------- | ------------------------------------ | ----- | ---- |
| 25. 2. 2017 | MS    | Lahti, Finsko | Skiatlon 15 km klas./15 km volný zp. | 32.   | —    |
| 1. 3. 2017  | MS    | Lahti, Finsko | 15 km klasicky                       | 28.   | —    |

### 2017/18
Esteve Altimiras debutoval v SP 3. prosince 2017 v norském Lillehammeru ve skiatlonu na 15 km klasicky/15 km volným způsobem, dojel na 45. místě. Esteve Altimiras se účastnil Zimních olympijských her v Pchjongčchangu, na zahajovacím ceremoniálu nesl andorrskou vlajku. V prvním závodě OH se ve skiatlonu umístil na 45. místě. O svůj nejlepší výsledek na OH se postaral 16. února v závodu na 15 km volným způsobem, když obsadil 27. místo. V závodě na 50 km klasicky obsadil 34. místo. V sezoně 2017/18 odjel 6 závodů Světového poháru, ve kterých nedokázal bodovat.
| Datum         | Závod         | Místo konání               | Disciplína                           | Místo | Body |
| ------------- | ------------- | -------------------------- | ------------------------------------ | ----- | ---- |
| 3. 12. 2017   | SP            | Lillehammer, Norsko        | Skiatlon 15 km klas./15 km volný zp. | 45.   | 0    |
| 16. 12. 2017  | SP            | Toblach, Itálie            | 15 km volně                          | 61.   | 0    |
| 17. 12. 2017  | SP            | Toblach, Itálie            | 15 km klasicky (stíhací závod)       | 56.   | 0    |
| 21. 1. 2018   | SP            | Planica, Slovinsko         | 15 km klasicky                       | 35.   | 0    |
| 28. 1. 2018   | SP            | Seefeld in Tirol, Rakousko | 15 km volně (hromadný závod)         | 43.   | 0    |
| 11. 2. 2018   | ZOH           | Pchjongčchang, Jižní Korea | Skiatlon 15 km klas./15 km volný zp. | 45.   | —    |
| 16. 2. 2018   | ZOH           | Pchjongčchang, Jižní Korea | 15 km volně                          | 27.   | —    |
| 24. 2. 2018   | ZOH           | Pchjongčchang, Jižní Korea | 50 km klasicky (hromadný závod)      | 34.   | —    |
| 10. 3. 2018   | SP            | Oslo, Norsko               | 50 km volně                          | DNF   | 0    |
| Světový pohár | Světový pohár | Světový pohár              | Světový pohár                        | —     | 0    |

### 2018/19
Esteve začal sezonu 2018/19 neúspěchem ve sprintu – byl až na 93. místě. V dalším závodě ale dokázal poprvé v kariéře bodovat ve Světovém poháru, obdržel 10 bodů za 21. místo v závodu na 15 km volně. Místo ale neudržel, ve stíhacím závodě měl 49. nejrychlejší čas a v celkovém pořadí úvodní zastávky SP v Lillehammeru skončil na 41. místě. V následujícím závodu se podruhé v sezoně dostal na bodovanou pozici, na 30 km volně byl devatenáctý. Esteve se na přelomu roku zúčastnil seriálu Tour de Ski. Během prvních 6 etap se dvakrát dostal do bodované třicítky a nejlepší výsledek zajel při závěrečném výjezdu na sjezdovku Alpe Cermis, kde byl poprvé v elitní desítce závodu SP. V celkovém pořadí byl 24. Na Mistrovství světa se Esteve ve všech třech závodech, které jel, dostal mezi nejlepších 30 závodníků. Dva týdny po MS si zajel ve švédském Falunu nejlepší osobní výsledek – 9. místo v závodu na 15 km volným způsobem. Ve finále SP v kanadském Québecu obsadil celkovou 43. příčku. Ve světovém poháru Esteve Altimiras získal 108 bodů, což mu stačilo na 55. místo celkového pořadí; ve sprintech nezískal žádný bod, v distančních závodech získal 80 bodů a v žebříčku byl 39.
| Datum                            | Závod                            | Místo konání                     | Disciplína                           | Místo | Body |
| -------------------------------- | -------------------------------- | -------------------------------- | ------------------------------------ | ----- | ---- |
| 30. 11. 2018                     | SP                               | Lillehammer, Norsko              | Sprint volně                         | 93.   | 0    |
| 1. 12. 2018                      | SP                               | Lillehammer, Norsko              | 15 km volně                          | 21.   | 10   |
| 2. 12. 2018                      | SP                               | Lillehammer, Norsko              | 15 km klasicky (stíhací závod)       | 49.   | 0    |
| 2. 12. 2018                      | Úvod SP v Lillehammeru           | Úvod SP v Lillehammeru           | Úvod SP v Lillehammeru               | 41.   | 41.  |
| 8. 12. 2018                      | SP                               | Beitostølen, Norsko              | 30 km volně                          | 19.   | 12   |
| 16. 12. 2018                     | SP                               | Davos, Švýcarsko                 | 15 km volně                          | 62.   | 0    |
| 29. 12. 2018                     | SP – TdS                         | Toblach, Itálie                  | Sprint volně                         | 97.   | 0    |
| 30. 12. 2018                     | SP – TdS                         | Toblach, Itálie                  | 15 km volně                          | 30.   | 1    |
| 1. 1. 2019                       | SP – TdS                         | Val Müstair, Švýcarsko           | Sprint volně                         | 75.   | 0    |
| 2. 1. 2019                       | SP – TdS                         | Oberstdorf, Německo              | 15 km klasicky (hromadný závod)      | 53.   | 0    |
| 3. 1. 2019                       | SP – TdS                         | Oberstdorf, Německo              | 15 km volně (stíhací závod)          | 29.   | 2    |
| 5. 1. 2019                       | SP – TdS                         | Val di Fiemme, Itálie            | 15 km klasicky (hromadný závod)      | 32.   | 0    |
| 6. 1. 2019                       | SP – TdS                         | Val di Fiemme, Itálie            | 9 km volně (stíhací závod)           | 10.   | 26   |
| 6. 1. 2019                       | Tour de Ski                      | Tour de Ski                      | Tour de Ski                          | 24.   | 28   |
| 23. 2. 2019                      | MS                               | Seefeld in Tirol, Rakousko       | Skiatlon 15 km klas./15 km volný zp. | 21.   | —    |
| 27. 2. 2019                      | MS                               | Seefeld in Tirol, Rakousko       | 15 km klasicky                       | 22.   | —    |
| 3. 3. 2019                       | MS                               | Seefeld in Tirol, Rakousko       | 50 km volně                          | 29.   | —    |
| 17. 3. 2019                      | SP                               | Falun, Švédsko                   | 15 km volně                          | 9.    | 29   |
| 22. 3. 2019                      | SP                               | Québec, Kanada                   | Sprint volně                         | 68.   | 0    |
| 23. 3. 2019                      | SP                               | Québec, Kanada                   | 15 km klasicky                       | 40.   | 0    |
| 24. 3. 2019                      | SP                               | Québec, Kanada                   | 15 km volně (stíhací závod)          | 44.   | 0    |
| 24. 3. 2019                      | Finále SP v Québecu              | Finále SP v Québecu              | Finále SP v Québecu                  | 43.   | 43.  |
| Světový pohár                    | Světový pohár                    | Světový pohár                    | Světový pohár                        | 55.   | 108  |
| Světový pohár – Sprint           | Světový pohár – Sprint           | Světový pohár – Sprint           | Světový pohár – Sprint               | —     | 0    |
| Světový pohár – Distanční závody | Světový pohár – Distanční závody | Světový pohár – Distanční závody | Světový pohár – Distanční závody     | 39.   | 80   |

### 2019/20
| Datum        | Závod       | Místo konání                | Disciplína                        | Místo | Body |
| ------------ | ----------- | --------------------------- | --------------------------------- | ----- | ---- |
| 7. 12. 2019  | SP          | Lillehammer, Norsko         | Skiatlon 15 klas./15 km volný zp. | 24.   | 7    |
| 15. 12. 2019 | SP          | Davos, Švýcarsko            | 15 km volně                       | 34.   | 0    |
| 28. 12. 2019 | SP – TdS    | Lenzerheide, Švýcarsko      | 15 km volně (hromadný závod)      | 32.   | 0    |
| 29. 12. 2019 | SP – TdS    | Lenzerheide, Švýcarsko      | Sprint volně                      | 74.   | 0    |
| 31. 12. 2019 | SP – TdS    | Toblach, Itálie             | 15 km volně                       | 34.   | 0    |
| 1. 1. 2020   | SP – TdS    | Toblach, Itálie             | 15 km klasicky (stíhací závod)    | 52.   | 0    |
| 3. 1. 2020   | SP – TdS    | Val di Fiemme, Itálie       | 15 km klasicky (hromadný závod)   | 16.   | 15   |
| 4. 1. 2020   | SP – TdS    | Val di Fiemme, Itálie       | Sprint klasicky                   | 59.   | 0    |
| 5. 1. 2020   | SP – TdS    | Val di Fiemme, Itálie       | 10 km volně (hromadný závod)      | 8.    | 30   |
| 5. 1. 2020   | Tour de Ski | Tour de Ski                 | Tour de Ski                       | 23.   | 32   |
| 18. 1. 2020  | SP          | Nové Město na Moravě, Česko | 15 km volně                       | 12.   | 22   |
| 19. 1. 2020  | SP          | Nové Město na Moravě, Česko | 15 km klasicky (stíhací závod)    | 17.   | 14   |